# Eberhard Maximilian Karl von Berlichingen
Eberhard Maximilian Karl von Berlichingen (* 22. März 1718 in Jagsthausen; † 2. April 1785) war k.k. General der Kavallerie.

## Herkunft
Seine Eltern waren der General der Kavallerie Johann Friedrich von Berlichingen (1682–1751) und dessen Ehefrau Maria Luise Charlotte von Freudenberg (1696–1737).

## Leben
Er trat 1734 in österreichische Dienste und kam als Fähnrich in das Infanterieregiment No. 22 (Culmbach). Er kämpfte mit dem Regiment im Feldzug am Rhein. Im Jahr 1737 war er dann Unterlieutenant im  Korps Khevenhüller. Aber 1739 wechselte er als Oberlieutenant in das Kürassier-Regiment Nr. 16 seines Vaters. Im Österreichischen Erbfolgekrieg kämpfte er in Bayern und am Rhein, ferner wurde er 1742 Rittmeister und 1745 Major und Oberstleutnant. Er kam nach Italien und kämpfte bei Piacenza und Roddofreddo sowie 1746 in der Provence.
Nach dem Krieg wurde er zum Obersten und Regimentskommandeur ernannt. Von 1753 bis 1754 lag das Regiment in Wien in Garnison. Im Siebenjährigen Krieg wurde er Generalmajor unter Feldmarschall Daun, 1760 dann auch Feldmarschall-Lieutenant.
Nach dem Krieg erhielt er 1766 das Kürassierregiment K 12 und im Jahr 1770 die Ernennung zum General der Kavallerie.

## Familie
Berlichingen heiratete am 18. März 1749 in Heinsheim Charlotte von Racknitz. Das Paar hatte einen Sohn:
- Friedrich August (* 1756; † 19. Dezember 1788) ⚭ Auguste von Berlichingen (1765–1831), Tochter von Johann Friedrich Alexander von Berlichingen